# 小林浩司
小林 浩司（こばやし こうじ、1982年5月8日 - ）は、新潟県柏崎市出身の水球選手。ポジションはフローターバック。
元日本代表（2003年 - 2010年）。

## 来歴
5歳で水泳を始め、高校生の頃から水球を始めた。
2001年、日本体育大学に進学。2003年には水球日本代表に選出され、世界水泳選手権およびユニバーシアードに出場した。
2006年、フロントスタッフとして東京フットボールクラブ株式会社（FC東京）に入社。同年のアジア競技大会で銀メダルを獲得した。2007年限りで日本代表引退を表明。
2010年、日本代表に復帰し、アジア競技大会に出場。銅メダルを獲得した。

## 所属
- 1995年 - 柏崎市立第三中学校[1]
- 1998年 - 新潟県立柏崎工業高等学校[1]
- 2001年 - 日本体育大学[1] / 全日体大 (ワイ・スポーツプロダクション[8])
- ウォリアー水球クラブ[9] (FC東京 フロントスタッフ[5])
- ブルボンウォーターポロクラブ柏崎[1] (新潟県立柏崎高等学校 教諭[10])
- 愛知県立新川高等学校 教諭(2020年3月異動)
- 愛知県立半田商業高等学校 教諭(現在)

## 国際大会出場歴
- 2000年
  - NORAM国際ユース水球大会[4]
- 2003年
  - 第10回世界水泳選手権 (バルセロナ) - 15位
  - 第22回夏季ユニバーシアード (大邱) - 5位[11]
  - アテネ五輪アジア最終予選（アルマトイ）　- 2位

- 2004年
  - ポロニアカップ - 1位
- 2005年
  - ポロニアカップ - 2位
  - 第11回世界水泳選手権 (モントリオール)[8] - 14位
  - 第23回夏季ユニバーシアード (イズミル) - 5位[12]

- 2006年
  - 第15回アジア競技大会 (ドーハ) - 2位[6]
- 2007年
  - 第12回世界水泳選手権 (メルボルン)[13] - 16位
- 2010年
  - 第16回アジア競技大会 (広州)[1] - 3位